# Eois nigriplaga
Eois nigriplaga är en fjärilsart som beskrevs av W. Warren 1897. Eois nigriplaga ingår i släktet Eois och familjen mätare. Inga underarter finns listade i Catalogue of Life.